# Брук Тейлор

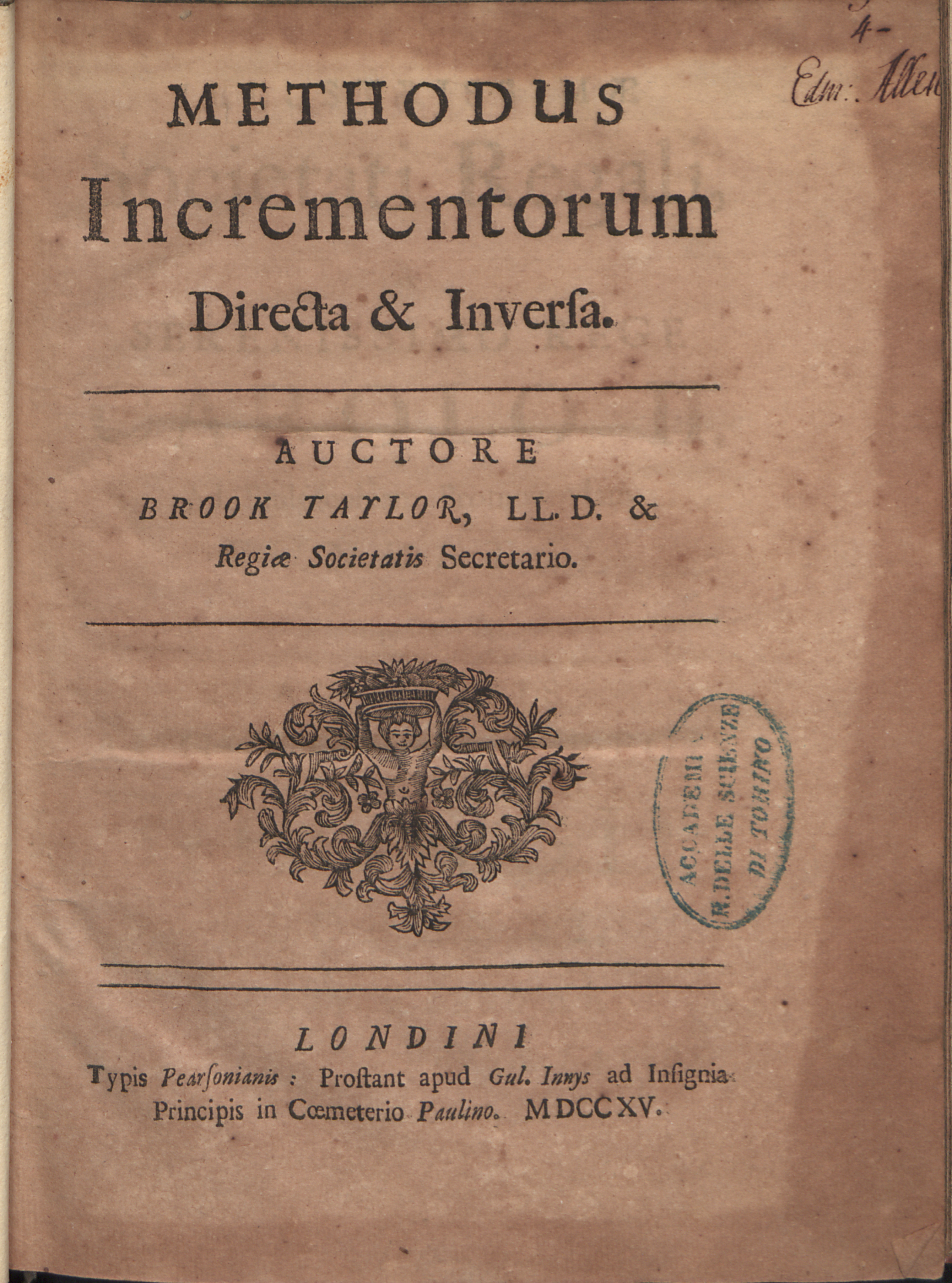
Methodus incrementorum directa et inversa, 1715

Брук Тейлор (англ. Brook Taylor; 18 серпня 1685, Міддлсекс, Англія — 29 грудня 1731, Лондон) — англійський математик, член Лондонського королівського товариства. Відомий тим, що його ім'ям названа загальна формула розкладання функції в степеневий ряд. Тейлор поклав початок математичному вивченню задачі про коливання струни. Йому належать заслуги в розробці теорії скінченних різниць. Автор робіт про перспективу, центри гойдання, польоти снарядів, взаємодію магнітів, капілярності, зчеплення між рідинами і твердими тілами.

## Біографія

### Дитинство
Брук Тейлор народився 1 серпня 1685 року в селі Едмонтон в графстві Міддлсекс, у восьми милях від Лондона. Його дід користувався увагою з боку Кромвеля, батько був шталмейстером. Хлопчик отримав прекрасне виховання, загальне, а також художнє і музичне.
Батько Тейлора, суворий пуританин, часто був незадоволений поведінкою сина, який, на його думку, не дотримувався вимог релігії. Збереглася картина, на якій зображено сімейне свято: 13-річний Брук отримує корону, прикрашену емблемою гармонії, з рук старших.

### Кембридж та наукова діяльність
- У 1701 році, коли Тейлору виповнилося 15 років, він вступив до Кембриджського університету, в коледж Сент-Джон[en]. У той час Ньютон остаточно попрощався з Кембриджем, але, звичайно, залишався кумиром молодих математиків. До них приєднався з самої своєї появи в Кембриджі і молодий Брук Тейлор.

- Вивчав математику під керівництвом Джона Мечіна[en] і Джона Кейла[en], в 1708 році отримав чудове рішення проблеми «центру коливань», яке залишалось неопублікованим до травня 1714.[7]
- У 1709 році Тейлор отримав ступінь бакалавра, а в 1714 році ступінь доктора права. Незалежно від цього вивчав математику.

- До 1712 року в його активі значились вже два мемуари: «Про центр коливань» та «Про підйоми води між двома площинами». Статті Тейлора були визнані настільки важливими, що в тому ж році його обрали членом Королівського товариства.

- У 1714 році Тейлор представив Товариству рукопис своєї книги «Прямі і зворотні методи збільшень» (Methodus Incrementorum Directa et Inversa), вона додала нову галузь вищої математики, яка має назву «Обчислення скінченних різниць». У цій праці Тейлор виводить формулу і розглядає ряд, який досі носить його ім'я.

Крім виведення його знаменитої формули, в книзі знаходиться теорія коливання струн, в якій він приходить до тих же самих результатів, до яких згодом прийшли Даламбер і Лагранж. Він першим почав займатися теоретичним питанням про астрономічну рефракцію в атмосфері.
Тейлор показав, що середній перетин вільної поверхні рідини між двома вертикальними пластинками, нахиленими під малим кутом одна до іншої, є гіперболою.

### Париж та відхід від науки
- У 1716 році Тейлор відвідав Париж. Увага з боку вчених, знаки поваги, цікаві знайомства в Парижі — все це справило велике враження на вченого. Але фатальна «хвороба століття» — перехід від природничих наук до теології, філософії і навіть містики, — заволоділа і Тейлором. Він листувався з графом П'єром де Монмором на тему догматів Ніколя Мальбранша. Недописані трактати «Про єврейські жертвопринесення» і «Про законність вживання крові в їжу», написані після повернення з Екс-ла-Шапель в 1719 році, згодом були знайдені в його паперах. В останні роки життя він остаточно припиняє наукову діяльність.
- У 1718 році він йде з посади секретаря Королівського товариства, щоб звільнити час для філософської роботи. Він повертається до захоплень молодості — займається музикою і живописом.

### Сім'я
- У 1721 Тейлор одружився, ця подія викликала розрив з батьком. Щастя, куплене такою дорогою ціною, виявилося недовгим. У 1723 Тейлор втрачає дружину і щойно народженого сина.

- У 1725 році він знову одружується — уже при повному схваленні батька. Але щастя і цього разу не завітало до Тейлора: в 1730 році дружина померла від пологів. Правда залишилася дівчинка, але Тейлор був невтішний у своєму горі. Його здоров'я різко погіршувалось і йому ставало все гірше.

### Супротивники
У 1712 році Тейлор увійшов до складу Комітету з розгляду наукового пріоритету між Ісааком Ньютоном і Готфрідом Лейбніцем. З 13 січня 1714 по 21 жовтня 1718 виступав як секретар цього Комітету. Причетність Тейлора до даного розгляду призвела до менш відомого, але не менш непримиренного протистояння в науковому світі XVIII століття.
Противники — англієць Брук Тейлор і швейцарець Йоганн Бернуллі — навряд чи могли стати друзями. Вони були по різні сторони барикад, що розділяли наукову громадськість XVIII століття і виникли в результаті суперечок з приводу того, хто першим винайшов диференціальне та інтегральне числення: Ісаак Ньютон, земляк і кумир Тейлора, або Герман Готфрід Вільгельм Лейбніц, якого підтримував Бернуллі.
Однак антагонізм між Тейлором і Бернуллі, одним з найбільших математиків свого часу, був значно глибше. Обидва вони належали до числа математиків, які намагалися розширити початкові формулювання диференціального обчислення і застосувати теорію на практиці. І тут Тейлор, що називається, наступив на болючий мозоль Бернуллі.
У своїй основній роботі «Метод збільшень …» Тейлор торкнувся багатьох питань, над якими вже працювали Бернуллі та інші вчені. Однак Тейлор не зробив посилань ні на кого, крім Ньютона. Бернуллі особливо гостро відреагував на таке зневажливе ставлення і відповів публікацією анонімного есе, в якому Тейлор звинувачувався в плагіаті.
Тейлор розпізнав Бернуллі як автора есе та в свою чергу — також анонімно — опублікував твір, в якому виправдовував себе. Але на цьому він не зупинився, дозволивши собі образливі зауваження на адресу Бернуллі з приводу математичної помилки, допущеної останнім за кілька років до цього. Війна почалася, і протягом кількох наступних років Тейлор і Бернуллі продовжували обмінюватися ударами. Суперечки поступово вщухли лише після 1719, коли Тейлор опублікував полемічне есе, спрямоване проти Бернуллі, і потім по суті припинив відповідати на триваючі нападки з боку супротивника.
Увага Тейлора зосередилася на інших проблемах, але гнів Бернуллі не вщухав. Коли Тейлор помер у віці 46 років, переживши смерть двох своїх дружин, Бернуллі зауважив:
 Тейлор мертвий. Доля розпорядилася так, щоб мої противники померли раніше за мене, хоча вони всі були молодшими. Він був шостим з числа тих, що померли за останні 35 років… Всі вони нападали на мене, хоча я не зробив їм нічого поганого. Здається, самі небеса мстять їм за мене.
Дивно, але конфлікт Тейлор — Бернуллі був вичерпаний лише 7 липня 1990, коли Чалмерс Тренч зі Слейну (Ірландія), нащадок Тейлора, і Рене Бернуллі з Базеля (Швейцарія) обмінялися рукостисканнями, тостами, випивши по келиху шампанського і символічними пальмовими гілками, поставивши остаточну крапку в майже 300-річній історії.

### Смерть
Брук Тейлор помер 29 грудня 1731 у віці 46 років і був похований в Лондоні біля своєї першої дружини, на кладовищі Святої Анни, Сохо

## Вибрані видання

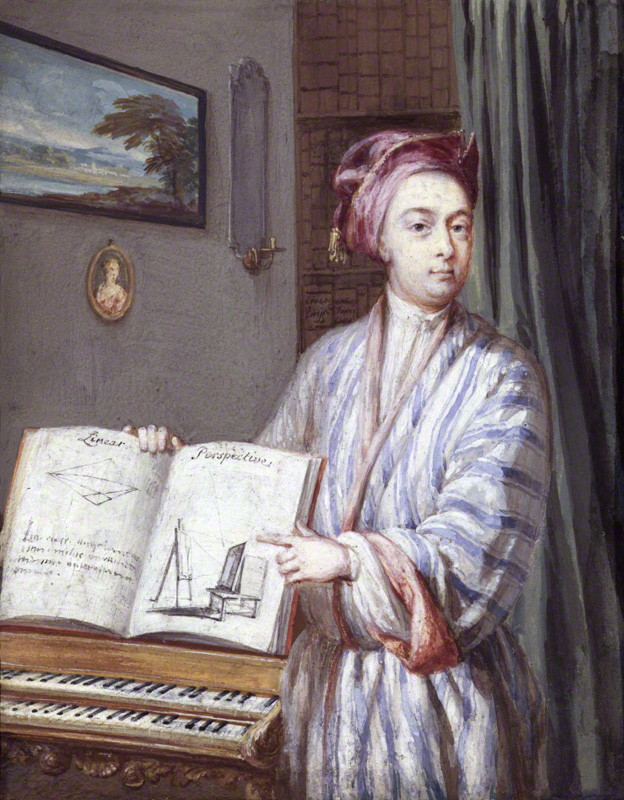
Брук Тейлор

Contemplatio Philosophica (посмертний твір) був надрукований для приватного звернення в 1793 році онуком Тейлора, сером Вільямом Янгом, 2-й Барт., (10 січня 1815) передує життю автора, разом з ним йшов контейнер, що містив листи, адресовані йому Болінгброком, Боссюе та іншими. Кілька коротких повідомлень Тейлора були опубліковані в Phil. Trans., в тому числі і розрахунки деяких цікавих експериментів в області магнетизму і капілярного тяжіння. У 1719 році він випустив вдосконалену версію своєї роботи про оптику, яка мала назву Нові принципи лінійної оптики, в 1749 році її перевірив Джон Колсон . У 1811 роботу знову надрукували, але вже з портретом і біографією автора. Французький переклад був опублікований в 1757 році. В Methodus Incrementorum, Тейлор провів перше задовільне дослідження астрономічної рефракції.
- Taylor, Brook (1715a), Methodus Incrementorum Directa et Inversa, London: William Innys.
  - Annotated English translation by Ian Bruce [Архівовано 28 червня 2014 у Wayback Machine.]
- Taylor, Brook (1715b), Linear Perspective: Or, a New Method of Representing Justly All Manner of Objects as They Appear to the Eye in All Situations, London: R. Knaplock, архів оригіналу за 11 квітня 2016, процитовано 11 квітня 2016.

## Ряд Тейлора
Ряд Тейлора — розкладання функції в нескінченну суму статичних функцій. Хоча ряд названий на честь Тейлора, він був відомий задовго до публікацій Тейлора — його використовували ще в XVII столітті Грегорі, а також Ньютон.
Ряди Тейлора застосовуються при апроксимації функції многочленами. Зокрема, лінеаризація рівнянь відбувається шляхом розкладання в ряд Тейлора і відсікання всіх членів вище першого порядку.
Нехай функція {\displaystyle f(x)} нескінченно диференційована в деякому околі точки {\displaystyle a,} тоді ряд
{\displaystyle \sum _{k=0}^{\infty }{f^{(k)}(a) \over k!}(x-a)^{k}}
має назву ряду Тейлора функції {\displaystyle f} у точці {\displaystyle a.}
У випадку, якщо {\displaystyle a=0} цей ряд зветься рядом Маклорена.
Якщо {\displaystyle f} є аналітичною функцією, то її ряд Тейлора у будь-якій точці {\displaystyle a} області визначення збігається до {\displaystyle f} в деякому околі {\displaystyle a}.

## Формула Тейлора
Формула Тейлора використовується при доведенні багатьох теорем у диференціальному численні. Формула показує поведінку функції в околі деякої точки.
Теорема:
- Нехай функція {\displaystyle \ f(x)} має {\displaystyle \ n+1} похідну в деякому околі точки {\displaystyle \ a}, {\displaystyle \ U(a,\varepsilon )}
- Нехай {\displaystyle \ x\in U(a,\varepsilon )}
- Нехай {\displaystyle \ p} — довільне додатне число

тоді:
{\displaystyle \exists \xi \in (x,a)} при {\displaystyle \ x<a} або {\displaystyle \ \xi \in (a,x)} при {\displaystyle \ x>a}:
{\displaystyle f(x)=\sum _{k=0}^{n}{f^{(k)}(a) \over k!}(x-a)^{k}+\left({x-a \over x-\xi }\right)^{p}{(x-\xi )^{n+1} \over n!p}f^{(n+1)}(\xi )}
Це формула Тейлора із залишковим членом у загальній формі.